# Jeffers
Jeffers és una població dels Estats Units a l'estat de Minnesota. Segons el cens del 2000 tenia 396 habitants.

## Demografia
Segons el cens del 2000, Jeffers tenia 396 habitants, 184 habitatges, i 114 famílies. La densitat de població era de 392 habitants per km².
Dels 184 habitatges en un 20,1% hi vivien nens de menys de 18 anys, en un 51,6% hi vivien parelles casades, en un 8,7% dones solteres, i en un 38% no eren unitats familiars. En el 33,7% dels habitatges hi vivien persones soles el 20,7% de les quals corresponia a persones de 65 anys o més que vivien soles. El nombre mitjà de persones vivint en cada habitatge era de 2,15 i el nombre mitjà de persones que vivien en cada família era de 2,71.
Per edats la població es repartia de la següent manera: un 19,9% tenia menys de 18 anys, un 5,6% entre 18 i 24, un 24,5% entre 25 i 44, un 22,7% de 45 a 60 i un 27,3% 65 anys o més.
L'edat mediana era de 45 anys. Per cada 100 dones de 18 o més anys hi havia 89,8 homes.
La renda mediana per habitatge era de 29.286 $ i la renda mediana per família de 35.625 $. Els homes tenien una renda mediana de 23.125 $ mentre que les dones 20.000 $. La renda per capita de la població era de 16.649 $. Entorn del 7,3% de les famílies i el 9,9% de la població estaven per davall del llindar de pobresa.

## Poblacions més properes
El següent diagrama mostra les poblacions més properes.